# Sjosjenq III
Sjosjenq III, ook wel bekend als Sheshonq III, Sheshonk III, Shishak of Sjosjenq Usermaatre Setepenra/setepenamun, was een Egyptische farao uit de 22e dynastie.

## Biografie
Hij was de opvolger van Takelot II, hoewel deze normaal zou opgevolgd worden door prins Osorkon. Onder Sjosjenqs regering kwam er ook een Lybische regering in Leontopolis onder leiding van Pedubastis I. Deze vormde de 23e dynastie. Beide dynastieën zouden gedurende de derde tussenperiode naast elkaar leven. Sjosjenq III zijn machtsbasis bevond zich centraal en in het oosten van de Nijldelta, terwijl Pedubastis' invloed tot Thebe reikte. Al deze informatie is zeer onduidelijk en er zijn egyptologen die Takelot II niet als de vader van Sjosjenq beschouwen, maar een usurpator.

## Bouwwerken
- Zijn graf in Tanis